# Courtney Rumbolt
Courtney Rumbolt   (Londres, 26 de juliol de 1969) és un pilot de bob anglès, ja retirat, que va competir durant les dècades de 1990 i 2000.
S'inicià en l'atletisme, on destacà com a velocista. El 1988 guanyà la medalla de bronze al Campionat del Món d'atletisme júnior de Sudbury en la prova dels 4x100 metres. En no aconseguir classificar-se per disputar els Jocs de Barcelona de 1992 passà a practicar el bobsleigh. No aconseguí classificar-se pels Jocs de 1994, però quatre anys més tard, als Jocs de Nagano, guanyà la medalla de bronze en la prova de bobs a quatre del programa de bobsleigh. Formà equip amb Sean Olsson, Dean Ward i Paul Attwood.